# Minden egér szereti a sajtot
A Minden egér szereti a sajtot 1981-ben bemutatott magyar zenés bábfilm, amelyet a Magyar Televízió készített. A báb-játékfilm írója és rendezője Urbán Gyula, zeneszerzője Gulyás László. Műfaja zenés kalandfilm.
Magyarországon 1981. december 24-én vetítették le a televízióban.
A történetet William Shakespeare: Rómeó és Júlia című drámájának felidézésével írta meg Urbán Gyula, a kiváló író és rendező  A szerelmi történet a szürke és fehér egerek eredendő gyűlölködésének légkörében játszódik és természetesen  egy fehér és egy szürke egér szerelme segít elsimítani az ellentéteket, hiszen minden egér szereti a sajtot és nagyon fél a macskától. Különös figurája a tv filmben Darvas Iván hangján megszólaló Zakariás, a mesélő vándormuzsikus.

## Cselekmény
A szereplők ugyan egerek, de gondjaik nagyon is emberiek. A szürke egerek "lisztesnek" nevezik a fehér egércsalád tagjait, ők viszont "mákosoknak" a szürkéket. Csak Soma és Fruzsina, a két fiatal nem foglalkozik azzal, milyen színű a másik bundája.

### Gyártás
A Minden egér szereti a sajtot bábjai s díszletei már a Magyar Televízióban, a hetvenes években létrejött Báb és Makett Műhelyben készültek. Itt készültek olyan emlékezetes munkák, mint a Süsü, a sárkány, az új Futrinka utca, Kunkori és a kandúrvarázsló bábjai  is.
Urbán Gyula az Állami Bábszínház rendezője gyakran fordult meg a televízió stúdióiban, jól használta a televíziós technikát, igényesen megrendezett tévé játékaiban. Igazi sikerdarabja a Minden egér szereti a sajtot  A darab a mai napig állandó szereplő a bábszínpadokon, és mindig sikert arat.
A bábtervező Koch Aurél a Magyar Televízió díszlettervezője sok tévés bábjáték figuráját tervezte meg. Ő készítette el a második tv maci változatot 1981-ben.

### Alkotók
- Írta és rendezte: Urbán Gyula
- Dramaturg: Békés József
- Zenéjét szerezte: Gulyás László
- Operatőr: Dobay Sándor
- Kameraman: Kátay Balázs
- Hangmérnök: Horváth András
- Vágó: Ilosvay Katalin
- Báb- és díszlettervező: Koch Aurél
- Grafikus: Makki Mari
- Építész: Pugris Sándor
- Kellékes: Szabó Zsuzsa
- Fővilágosító: Tréfás Imre
- Munkatársak: Barock László, Bende Attila, Fleiner Gábor, Hargitai Márta, Podhraczky István
- A rendező munkatársa: Gergelyffy János
- Gyártásvezető: Koncsik László

Készítette a Magyar Televízió

## Szereplők
| Szereplő                    | Színész                  | Magyar hang              |
| --------------------------- | ------------------------ | ------------------------ |
| Zakariás                    | Darvas Iván              | Darvas Iván              |
| Szereplő                    | Bábszínész               | Magyar hang              |
| Papagáj                     | Hárai Ferenc             | Hárai Ferenc             |
| Paszkál / Nagy Macska Mágus | Szabó Cs. István         | Bodrogi Gyula            |
| Soma                        | Bölöni Kiss István       | Harkányi Endre           |
| Fruzsina                    | Szöllősy Irén            | Váradi Hédi              |
| Márton papa                 | Gruber Hugó              | Csákányi László          |
| Lidi mama                   | Havas Gertrúd            | Hacser Józsa             |
| Albin papa                  | Elekes Pál               | Elekes Pál               |
| Szeréna mama                | Bánd Anna                | Schubert Éva             |
| Pepita egerek               | Kovács Klára Maros Gábor | Kovács Klára Maros Gábor |

## Rádiójáték
A bábfilm előtt 1975-ben a Magyar Rádióban 48 perces rádiójáték készült belőle, mely később 1980-ban már hanglemezben is megjelent a Hungaroton hanglemezgyártó vállalat gondozásában, Urbán László borítógrafikájával.
Szereplők:
- Zakariás: Kovács Károly
- Papagáj: Hárai Ferenc
- Lidi mama: Hacser Józsa
- Márton papa: Csákányi László
- Soma: Harkányi Endre
- Albin papa: Balázs Samu
- Szeréna mama: Schubert Éva
- Fruzsina: Váradi Hédi
- Nagy Macska Mágus: Bodrogi Gyula
- Pepita egerek: Meixler Ildikó, Csepeli Péter
- közreműködött: Magyar Rádió Szimfonikus Zenekarából alakult kisegyüttes (Vezényel: Gulyás Gyula)

Alkotók:
- Írta és rendezte: Urbán Gyula
- Zene: Gulyás László
- Zenei rendező: Fodor Zsigmond
- A felvételt Dobó Katalin és Németh Zoltán készítette.
- Zenei munkatárs: Gondos Piroska
- Dramaturg: Molnár Magda

## Színdarab
2014. október 11-én a Nemzeti Színházban került bemutatásra az eredeti darab alapján készített zenés mesejáték Egerek címmel. A darab a Karaván Színház kezdeményezésére öt színház (Nemzeti Színház, Csokonai Nemzeti Színház, Békéscsabai Jókai Színház, Jászai Mari Színház, valamint együttműködő partnerként a Baross Imre Artistaképző Szakközépiskola és Szakiskola) koprodukciójában volt látható a Nemzeti Színház nagyszínpadán.
Szereplők:
- Zakariás: Szegedi Dezső, Gerner Csaba
- Jozefina: Erdős Éva, Gábor Anita, Tari Teri
- Márton papa: Vida Péter, Juhász István
- Lidi mama: Nyári Szilvia, Dobos Judit
- Soma: Rózsa Krisztián, Ruscsák Péter, Horváth Gyula
- Albin papa: Nyári Oszkár, Farkas Sándor
- Szeréna mama: Sipos Eszter
- Fruzsina: Tenki Dalma, Gábor Anita
- Nagy Macska Mágus: Nagy Anikó, Vadász Gábor
- Pascal, varázsegér: Horváth Gyula Antal, Lakatos Lúcia, Horváth Kristóf
- Gyerekek: Farkas Dorina Mária, Farkas Frida Kamilla, Hódi Laura, Horváth Alex, Kovács Vivien, Lawson Richárd Hanh, Mayer Szonja, Pál Dániel Máté, Tabatabai Nejad Flóra, Tauber Boglárka, Trieb Bence
- továbbá a Baross Imre Artistaképző Szakközépiskola és Szakiskola növendékei: Jakab Eugénia, Kardos Levente, Lucenka Dávid, Lukácsa Petra, Nagy Márk, Pfeiffer Roland, Tischler Roxána.

Alkotók:
- Írta: Urbán Gyula
- Zene: Veér Bertalan
- Díszlet: Fecsó Andrea
- Jelmez: Papp Janó
- Koreográfus: Kun Attila
- Rendező: Tóth Géza